# 塞雷维莱尔 (瓦兹省)
塞雷维莱尔（法語：Sérévillers）是法国瓦兹省的一个市镇，属于克莱蒙区（Clermont）布雷特伊县（Breteuil）。该市镇总面积3.26平方公里，2009年时的人口为121人。

## 人口
塞雷维莱尔人口变化图示